# Luxemburg op het Eurovisiesongfestival 1956
Luxemburg deed mee aan het allereerste Eurovisiesongfestival in 1956. Zangeres Michèle Arnaud vertolkte twee liedjes: Ne crois pas  en Les amants de minuit.

## Selectieprocedure
RTL Télé Lëtzebuerg, de Luxemburgse openbare omroep, koos Arnaud intern om Luxemburg te vertegenwoordigen op het Eurovisiesongfestival in Lugano, Zwitserland.

## In Lugano
Alleen de winnaar werd bekendgemaakt. Op welke plaats de twee Luxemburgse liedjes zijn geëindigd, is dus niet bekend.
1956 · 1957 · 1958 · 1959 · 1960 · 1961 · 1962 · 1963 · 1964 · 1965 · 1966 · 1967 · 1968 · 1969 · 1970 · 1971 · 1972 · 1973 · 1974 · 1975 · 1976 · 1977 · 1978 · 1979 · 1980 · 1981 · 1982 · 1983 · 1984 · 1985 · 1986 · 1987 · 1988 · 1989 · 1990 · 1991 · 1992 · 1993 · 1994-2023 · 2024 · 2025
België · Frankrijk · Italië · Luxemburg · Nederland · West-Duitsland · Zwitserland